# 아이러브 스포츠
《아이러브 스포츠》는 문화방송의 라디오 채널 MBC 표준FM(수도권 기준 FM 95.9㎒)에서 매일 오후 9시 5분부터 10시까지 방송되는 스포츠 전문 라디오 프로그램이다.
2002년 4월 방송 개시부터 현재까지 스포츠 전문 리포터인 이은하가 줄곧 진행해왔으며, 2005년 4월까지는 매일 방송되었다. 그러나 2005년 4월에 폐지되면서 주말 프로그램인 《이은하의 스포츠플러스》로 프로그램 기능이 축소되었으며, 이후 1년 동안은 방송되지 않았다.
프로그램은 2006년 4월부터 매일 방송으로 다시 재개되었고 이후 잠시 동안 평일 시간대에 이 프로그램을 대신하여 최양락의 재미있는 라디오 2부나 이외수의 언중유쾌 등이 방송되었으나 2009년 10월부터 다시 매일 방송되었다. 이후 평일은 서인 아나운서가 주말은 이은하 리포터가 진행하였지만 2011년 MBC 라디오 봄 개편으로 다시 폐지되었다. 이후 정영한의 플레이볼 후속으로 폐지 14년 만에 프로그램이 부활시켰으며, 이재은 아나운서가 맡았다.
단, 이 프로그램은 모두 전국방송이다.

## 진행자
| 대수 | 진행자          | 진행 기간             | 비고  |
| ---- | --------------- | --------------------- | ----- |
| 1대  | 이재은 아나운서 | 2025년 3월 3일 ~ 현재 | [ 2 ] |